# Tip Top Theater

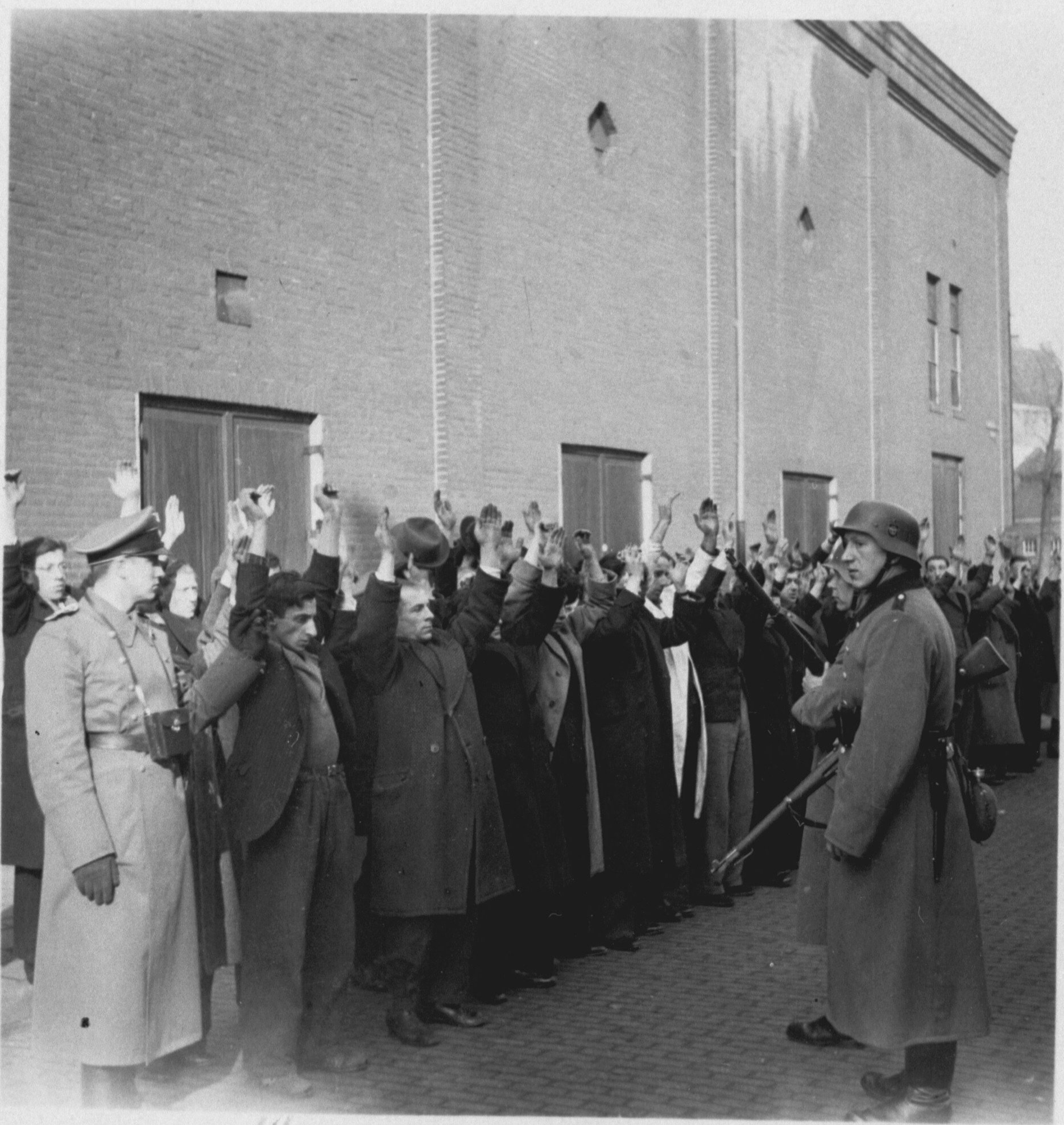
Buitenzijde van het Tip-Top Theater bij de razzia van Amsterdam op 22 februari 1941

Het Tip Top Theater in de Jodenbreestraat 25-27 in Amsterdam was een typisch door joden en inwoners van de oostelijke eilanden bezocht filmtheater, geëxploiteerd door Jozef Kroonenberg (1914-1934), opgevolgd door zijn zoon Barend (1934-1941). De architecten Zeeger Gulden en Melle Geldmaker hadden eerder het Rozentheater aan de Rozengracht gebouwd.
De eerste geluidsfilm was Sonny Boy met Al Jolson, bekeken door 450 toeschouwers. In het tijdperk voor de geluidsfilm was Charles van Biene de explicateur die zijn teksten al lopend door de zaal voordroeg, begeleid door een pianist. Iedere middag en avond draaide operateur Piet Westendorp twee films en tijdens de pauze tussen de films verkocht oom Sander zijn consumpties. 
Bovendien mocht een kruidenierswinkel op de hoek 's avonds langer open blijven voor de verkoop van pinda's  aan het theaterpubliek.
Tussen 2 hoofdfilms in traden Variétéartiesten op zoals Louis en Heintje Davids, Sylvain Poons, Bob Scholte en Max Tak.
Er werden ook authentieke joodse films vertoond zoals: Dybuk, een Pools-Joodse film, Jiddel met de Fiddel en Simche en Sores. Er was ook regelmatig Joods cabaret.
Op zondag werd het theater gebruikt voor educatie aan het Joodse arbeidersproletariaat.
In 1940-1941, tijdens de bezetting, was het theater uitsluitend toegankelijk voor Joodse bezoekers.
Op 22 februari 1941 werd de bioscoop op last van de Duitse bezetter gesloten.  Het huizenblok waarin dit theater stond was door razzia's leeg komen te staan en
werd in de hongerwinter geplunderd door Amsterdammers, die op zoek waren naar stookmateriaal. 
Het pand is in de oktober 1953 gesloopt om plaats te maken voor het Maupoleum. Sinds 1997 staat op deze plek de Academie voor Theater en Dans. Deze school heeft als herinnering aan het Tip Top theater haar kleine zaal Tip Top genoemd. Het staat niet exact op dezelfde vierkante meters. Als u voor het schoolgebouw staat, valt de glazen pui van de hijsvide op. Dat was de plek waar het historische theater heeft gestaan.